# Mossautal
Mossautal – miejscowość i gmina w Niemczech, w kraju związkowym Hesja, w rejencji Darmstadt, w powiecie Odenwald, 30 czerwca 2013 liczyła 2470 mieszkańców.